# 第1外人連隊
第1外人連隊（だいいちがいじんれんたい、1er régiment étranger：1er RE）は、ブーシュ＝デュ＝ローヌ県オーバーニュに駐屯する、外人部隊総司令部隷下のフランス陸軍の管理連隊である。
兵種は各種、伝統的区分は外人部隊である。

## 連隊の任務
連隊は、外人部隊総司令部の下で外人部隊全体の人事、輸送、装備、消耗品、その他の管理を専門に行う。
新入隊員の業務を担当する。

## 沿革
- 1831年：外人部隊が創設される。
- 1841年：第1外人歩兵連隊が創設される。
- 1848年：連隊旗が授与される。
- 1855年：クリミア戦争、セバストポリ包囲戦に参加。
- 1884年：インドシナ遠征に参加。
- 1898年：マダガスカル遠征に参加。
- 1907年：モロッコ遠征に参加。
- 1926年：再びモロッコに遠征。
- 1946年：第一次インドシナ戦争に参加。（～1954年まで）
- 1954年：アルジェリア戦争に参加。（～1962年まで）
- 1962年：アルジェリア戦争後にオーバーニュに移駐、戦闘部門が廃止され完全に管理部隊となる。

## 部隊編成
- 連隊本部
- 本部管理中隊
- 外人部隊管理中隊
- 外人部隊業務中隊
- 外人部隊輸送中隊

### 定員
- 連隊の人員構成は、約730名からなる。

## 主要装備
- GIAT BM92-G1
- FA-MAS
- 12.7mm重機関銃
- VAL
- P4
- TRM 2000
- TRM 10000
- GBC 180